# Acianthera herzogii
Acianthera herzogii é uma espécie de orquídea epífita, família Orchidaceae, que existe na Bolívia e norte da Argentina. Plantas de crescimento cespitoso, com caules na base recobertos por bainhas com pelos curtos. A inflorescência geralmente é mais curta que as folhas, com flores mais ou menos carnosas e pubescentes que quase não se abrem.

## Publicação e sinônimos
- Acianthera herzogii (Schltr.) Baumbach, Orchidee (Hamburg) 58: 100 (2007).

Sinônimos homotípicos:
- Physosiphon herzogii Schltr., Repert. Spec. Nov. Regni Veg. 12: 485 (1913).

Sinônimos heterotípicos:
- Pleurothallis aurantiolateritia Speg., Anales Mus. Nac. Hist. Nat. Buenos Aires 28: 132 (1916).
- Acianthera aurantiolateritia (Speg.) Pridgeon & M.W.Chase, Lindleyana 16: 242 (2001).